# Arènes de Grenade
Les Arènes de Grenade, (en espagnol : Plaza de Toros de Granada, ou encore Monumental de Frascuelo), sont un édifice historique de la ville andalouse de Grenade. C'est là que se tiennent des corridas mais aussi d'autres spectacles publics. Le bâtiment a été édifié entre 1927 et 1928 par l'architecte local Ange Casas, à initiative de l'entreprise Société Nueva Plaza de Toros. Il est l'un des emblèmes de l'architecture historiciste à Grenade.

## Description
Le bâtiment est de style néomudéjar et depuis 1991 est catalogué comme Bien d'Intérêt Culturel, autant par le Ministère de la Culture  que par le gouvernement autonome andalou,. Les arènes de Grenade sont l'une des dix plus vastes d''Espagne, avec un ruedo d'un diamètre de 50,40 mètres et une jauge de 12 000 places, bien qu'originellement il y ait eu une capacité de 14 507 personnes. Malgré ses grandes dimensions, depuis plusieurs décennies l'édifice n'a pas l'habitude d'attirer une grande affluence, n'étant même pas complet lors de la Foire du Corpus célébrée chaque mois de juin. À Grenade, à la différence d'autres villes du sud de l'Espagne, il n'existe pas une tradition taurine remarquable. Actuellement les parties basses des Arènes hébergent divers bars, restaurants et pubs où se réalise la principale activité commerciale du bâtiment. Ces établissements et ceux d'alentour constituent une importante zone de loisir et de tapeo de la ville: Plaza Toros ,.

## Bien d'Intérêt Culturel
Les Arènes de Grenade sont protégées juridiquement, par leur intérêt patrimonial, historique, artistique et culturel, comme Bien d'Intérêt Culturel (BIC) ,.

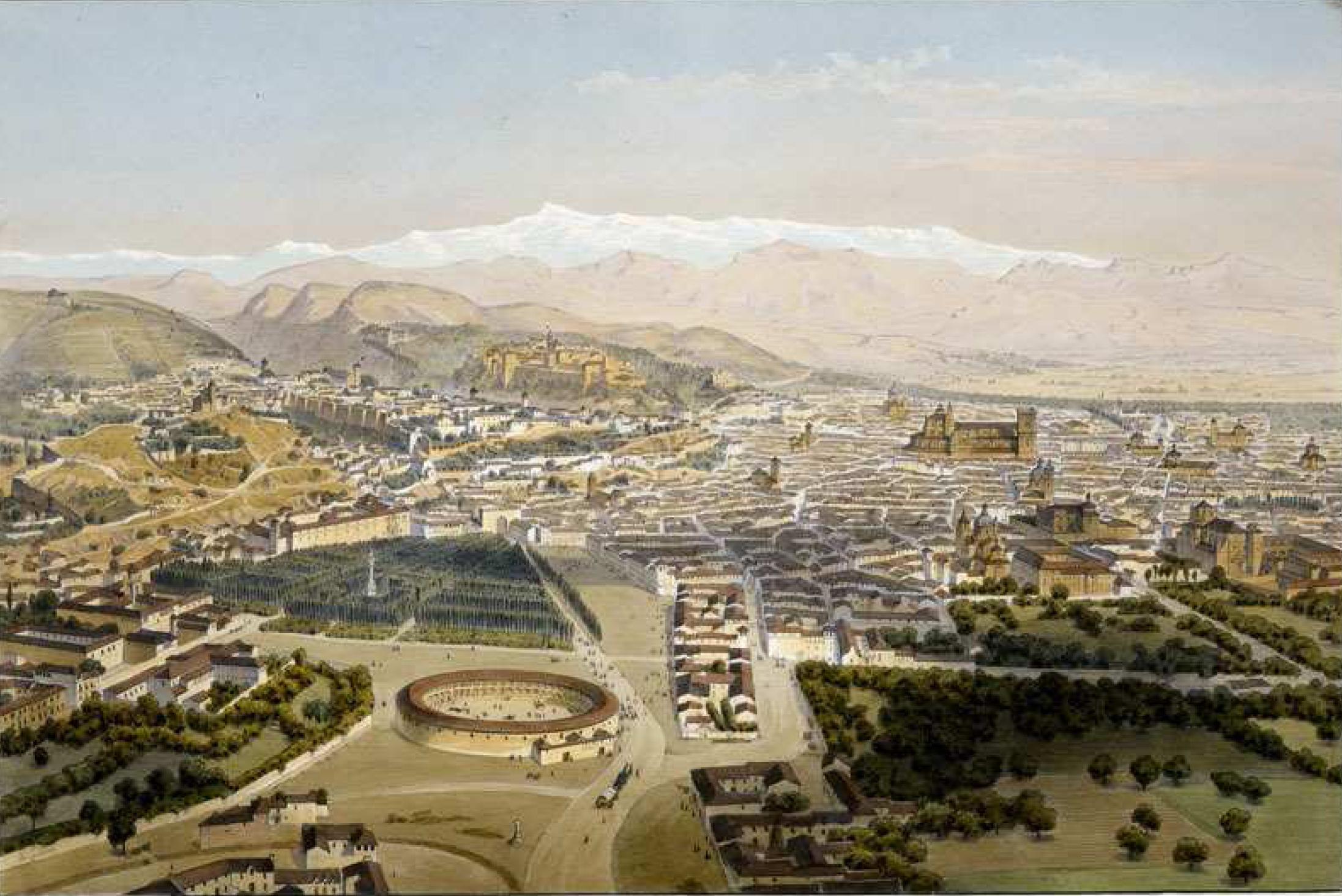
Lithographie "Vue de Grenade de la Plaza de Toros", d'Alfred Guesdon (1808-1876), réalisée vers 1855, conservé dans la Bibliothèque Nationale d'Espagne

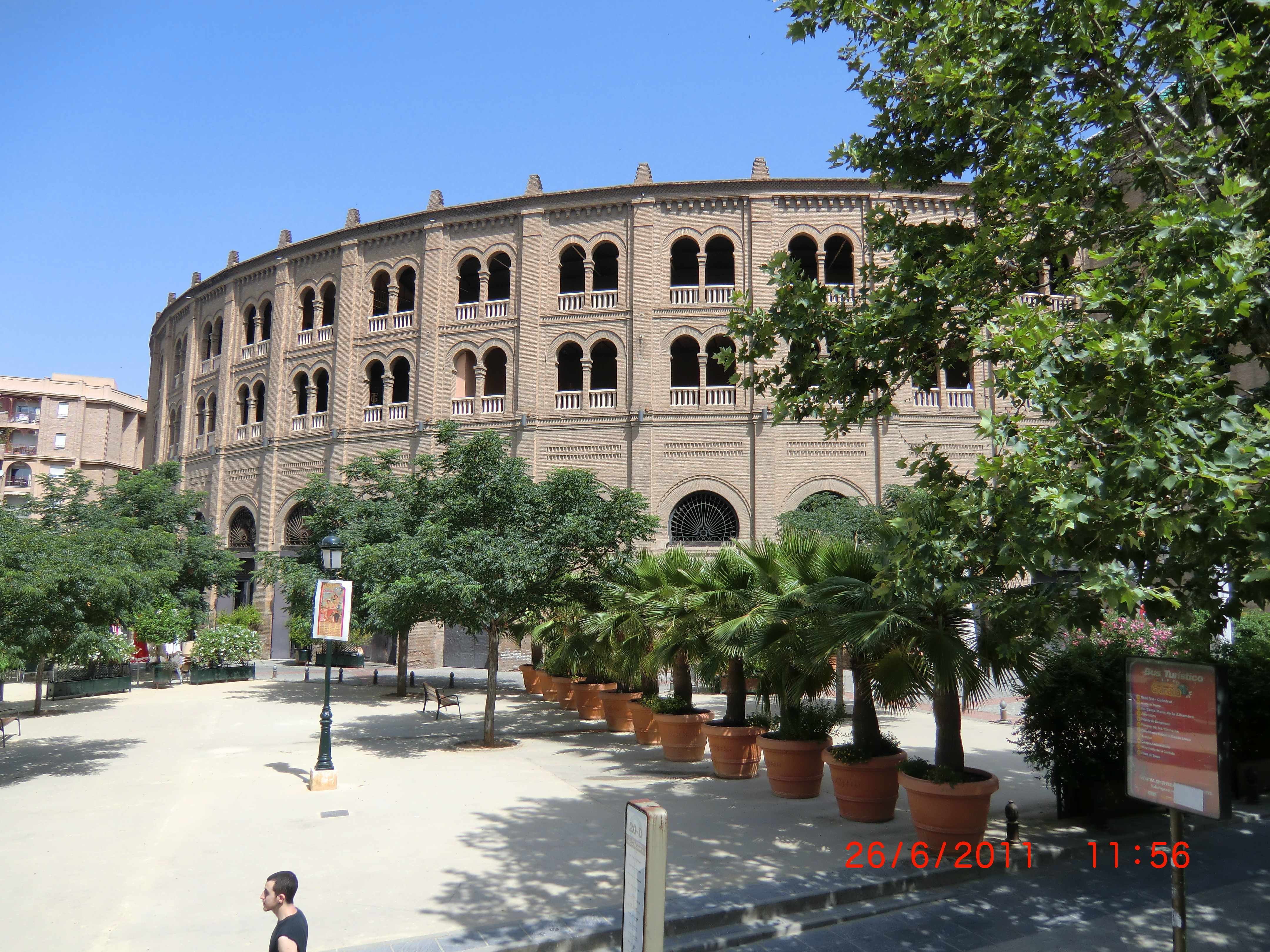
Vue latérale des Arènes de Grenade (1928), de style néomudéjar, déclarée BIC en 1991

Les actuelles Arènes de Grenade ont été construites entre 1927 et 1928, à l' initiative d'une entreprise privée. Il s'agit d'un projet architectural de première grandeur, dû à l'influence qu'y avait laissée le torero sévillan José Gómez Ortega «Joselito» et la construction d'Arènes monumentales. Il s'agissait d'un type d'édifices taurins susceptibles d'accueillir un important public, en s'adaptant à la nouvelle conception de la tauromachie comme spectacle de masses au XXe siècle.